# Coltrane’s Sound
Coltrane’s Sound från 1964 är ett jazzalbum med John Coltrane. Materialet spelades in i Atlantic Studios under inspelningen för My Favorite Things. När Coltranes berömmelse ökade under 1960-talet, långt efter det han hade slutat spela in för Atlantic, använde bolaget inspelningen utan Coltranes medverkan eller godkännande.

## Låtlista
Låtarna är skrivna av John Coltrane om inget annat anges.
1. The Night Has a Thousand Eyes (Buddy Bernier/Jerry Brainin) – 6:51
2. Central Park West – 4:15
3. Liberia – 6:52
4. Body and Soul (Johnny Green/Edward Heyman/Robert Sour/Frank Eyton) – 5:39
5. Equinox – 8:35
6. Satellite – 5:51

Bonusspår på cd-utgåvan från 1999
1. 26-2 – 6:13
2. Body and Soul [alt take] – 6:00

Spår 2, 4, 6, 8 spelades in 24 oktober, resten 26 oktober 1960.

## Musiker
- John Coltrane – sopransax (spår 2, 7), tenorsax (spår 1, 3–8)
- McCoy Tyner – piano
- Steve Davis – bas
- Elvin Jones – trummor